# 黑林根 (图林根州)
黑林根（德語：Hellingen，發音：[ˈhɛlɪŋən]）是德国图林根州希尔德堡豪森县曾经的一个市镇，面积44.55平方千米，2017年12月31日人口为991人。2019年1月1日，黑林根与另外2个市镇合并为新市镇黑尔德堡。